# Kanton Limoges-Le Palais
Kanton Limoges-Le Palais is een voormalig kanton van het Franse departement Haute-Vienne. Kanton Limoges-Le Palais maakte deel uit van het arrondissement Limoges. Het werd opgeheven bij decreet van 20 februari 2014, met uitwerking op 22 maart 2015.

## Gemeenten
Het kanton Limoges-Le Palais omvatte de volgende gemeenten:
- Le Palais-sur-Vienne
- Limoges (deels, hoofdplaats)